# Johan Paul van Limburg Stirum
Johan Paul (John) graaf van Limburg Stirum (Zwolle, 2 februari 1873 – Den Haag, 17 april 1948) was een hervormingsgezinde bestuurder uit de periode rond de Eerste Wereldoorlog. Hij stamde uit een Nederlandse tak van het oude, adellijke huis Limburg Stirum.

## Leven en werk
Van Limburg Stirum maakte snel carrière in de diplomatieke dienst en was onder meer gezant in China en Zweden. Vanwege zijn kennis van Azië benoemde het Kabinet-Cort van der Linden hem in 1916 tot gouverneur-generaal van Nederlands-Indië. Hij werkte mee aan grotere zelfstandigheid van Nederlands-Indië en zette zich in voor economische ontwikkeling van de kolonie. Als gouverneur-generaal stond hij open voor bezwaren van de nationalisten en bevorderde hij staatkundige en bestuurlijke hervormingen, zoals uitbreiding van de bevoegdheden voor de Volksraad en decentralisatie. Hij werkte goed samen met minister Idenburg, maar had een moeizame relatie met diens opvolger Simon de Graaff. Een van zijn adjudanten tijdens zijn periode als gouverneur-generaal was de latere viceadmiraal Carel baron de Vos van Steenwijk.
Na zijn vertrek uit Indië werd hij gezant in Egypte, Duitsland en Groot-Brittannië. Van Limburg Stirum stond ten tijde van zijn gezantschap in Berlijn (1925-1936) sterk afwijzend ten opzichte van het nationaalsocialisme. Volgens Fritz Günther von Tschirschky 'haatte hij de nazi's en Hitler persoonlijk meer dan welke toenmalige diplomaat ook' en weigerde tot zijn vertrek uit Berlijn politici van de NSDAP in zijn gezantschap te ontvangen.
Van Limburg Stirum voerde een intensieve correspondentie met zijn jeugdvriend jhr. mr. Andries Cornelis Dirk de Graeff, die eveneens de positie van Gouverneur-Generaal van Nederlands-Indië heeft bekleed. De brieven die Van Limburg Stirum tijdens zijn gezantschap te Berlijn aan De Graeff schreef (laatstgenoemde was destijds minister van Buitenlandse Zaken) zijn gepubliceerd.
De brieven werpen ook een licht op de pogingen van de Nederlandse regering om een passende echtgenoot voor kroonprinses Juliana te vinden.
In 1936 werd Van Limburg Stirum overgeplaatst naar Londen, waar hij tot zijn pensionering in 1939 gezant bleef.

Hij was eerder, van 1921 tot 1934, burgemeester van Arnhem.
Van Limburg Stirum was een zoon van officier Hendrik Otto graaf van Limburg Stirum (1845-1926) en diens eerste echtgenote Frederike Henriette Nobel (1851-1909). Hij trouwde in 1896 met jonkvrouwe Catharina Maria Rolina („Nini“) van Sminia (1875-1955); uit dit huwelijk werden geen kinderen geboren. Zijn moeder was geboren op huis IJsselvliedt dat hij later erfde en waar zijn echtgenote op overleed.